# Regla de Bergmann

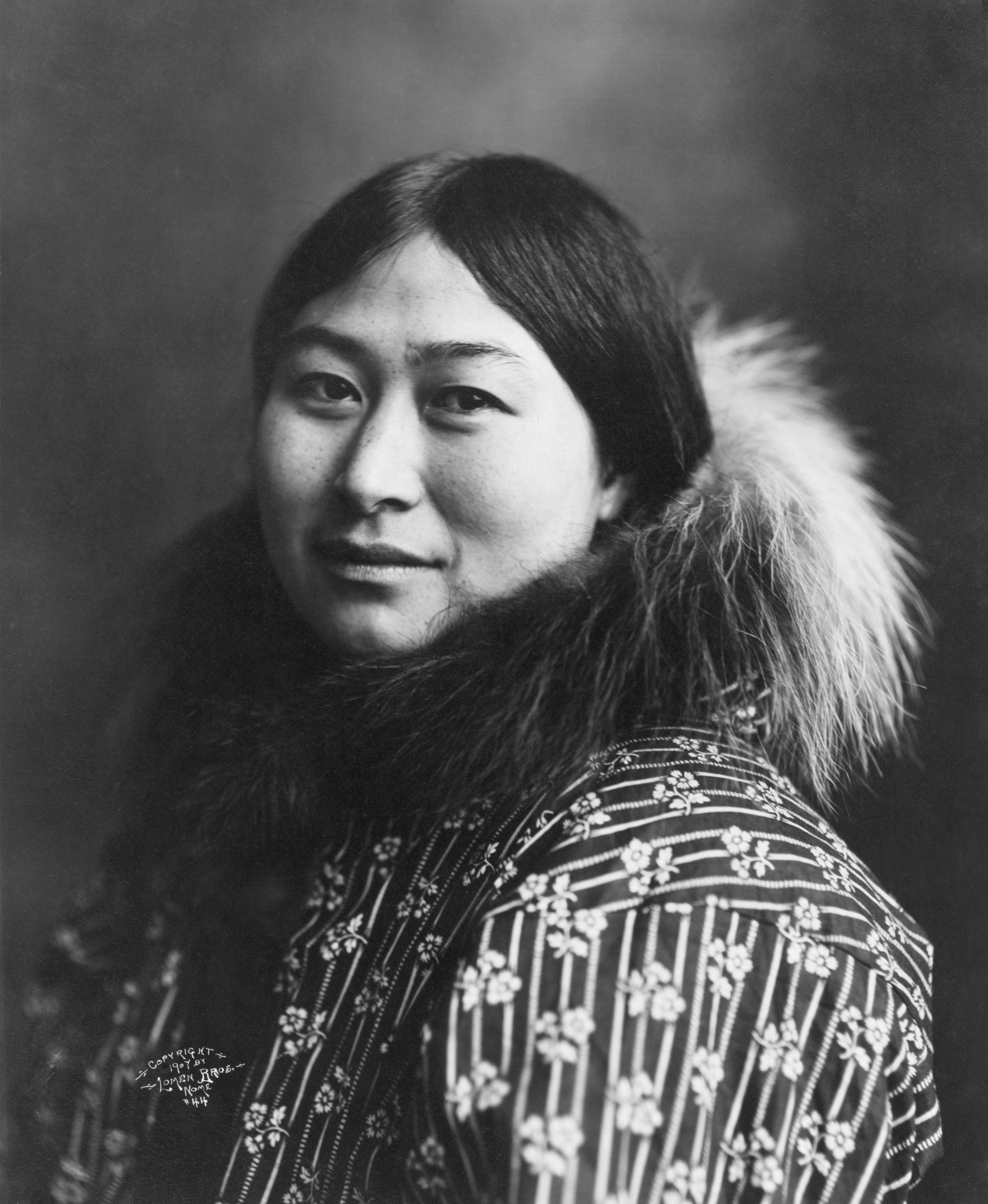
Dona esquimal.

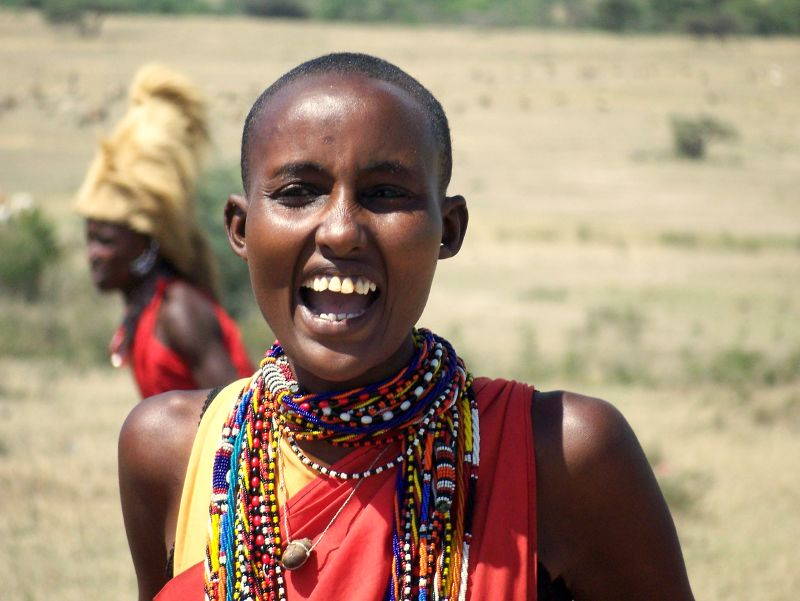
Dona masai, una ètnia força alta. El país on la mitjana de la població és la més alta del món és, tanmateix, Holanda.

La regla de Bergmann és una regla establerta per Karl Christian Bergmann el 1847 que diu que els animals que s'adapten al fred tendeixen a ser més grans que els que viuen en climes calorosos. Això no sempre és així, per exemple, entre els humans, els esquimals són petits mentre que els watusi africans tenen gran estatura.
Aquesta regla, enunciada al segle xix, està emmarcada en els estudis d'adaptació evolutiva de les espècies al fred i a la calor i està, doncs, relacionada amb l'endotèrmia o control de la temperatura corporal. En el cas particular dels humans (que és ben sabut que mantenen una temperatura corporal d'uns trenta-set graus Celsius) l'estudi és més complex perquè, a més d'aquesta capacitat biològica respecte al clima natural, hi intervenen factors culturals que disminueixen els efectes d'aquest al cos, incloent-hi per exemple l'obtenció de vestits i habitatges i l'ús de tecnologies de climatització artificial, començant pel foc.
Si no es consideren els aspectes culturals, la calor interna del cos es perd a través de les superfícies de contacte amb l'exterior, és a dir, majoritàriament a través de la pell, tot i que també, per exemple, en molt menor grau per la respiració, en fer entrar aire fred de l'exterior, i també en ingerir aigua o aliments freds. El fet que la superfície de contacte amb l'exterior sigui la causa més important d'intercanvi d'energia, és a dir, de pèrdua de calor (o de guany, en climes on la temperatura és major a 37 °C), implica que la forma del cos n'és un factor determinant. La forma que menys superfície té és l'esfera, això vol dir que un cos esfèric pot conservar més fàcilment la seva temperatura que un cos amb una altra forma però del mateix volum, amb temperatura corporal i de l'exterior indèntiques. Per exemple, els esquimals tendeixen a ser rodanxons i amb extremitats curtes. De fet, respecte a això, existeix una altra regla, anomenada regla d'Allen, del 1877, que diu que les formes adaptades al fred tenen extremitats més curtes, tot i que no esmenta els casos d'adaptació a la calor extrema.
La forma dels humans i altres animals que viuen en climes on les temperatures són properes a la seva temperatura corporal, és a dir, més properes a 37 °C per al cas dels humans, no necessita adaptar-se tant a la "poca superfície de contacte" com aquelles dels qui viuen en climes, freds o calorosos, molt allunyats d'aquesta. Perquè hi hagi poca superfície de contacte, Allen es va fixar en la forma mentre que Bergmann ho va fer en una altra cosa paradoxal, la mida. Una mateixa forma, una esfera, per exemple, té menys superfície si és petita que si és gran. En tenir menys superfície de contacte del cos amb el medi, hi ha menys superfície per a difondre la calor i, segons Bergmann i la seva regla, això explica que la mida, el volum i, per tant, la massa dels éssers millor adaptats al fred extrem siguin menors que els de la mateixa forma (per exemple, forma "humana") que viuen en climes de temperatures més properes a la del seu cos. Però, a més de l'intercanvi energètic, cal tenir en compte la generació d'energia, i un cos major en conté menys que un de menor. Sembla, doncs, que cal fer un balanç entre què és el que prima més, el volum gran, més energètic amb qualsevol forma, o la superfície de contacte petita, que transmet menys energia. El que ocorre és que ambdós no són contradictoris, i que en qualsevol forma (una esfera, una "forma humana", etc.), si dividim el volum entre la superfície de contacte, el resultat és major com més gran sigui aquesta. Bergmann va establir en la seva regla que això ocorria en les espècies vives qua autoregulen la temperatura del seu cos, és a dir que, a més diferència de temperatura entre el cos de l'animal i el medi, que per a ell era "clima més fred", l'adaptació al medi es traduïa en una mida més gran de l'animal. El 1961, Newman va fer un estudi estadístic del qual va concloure que, en efecte, el pes i l'estatura dels humans tenia correlació positiva amb les temperatures fredes (majors a més fred, de 37 °C cap avall), tot i que no estava tan clara per als casos de temperatures calentes (majors a més calor, quan la temperatura ambient és superior a 37 °C).